# Trentepohlia (Trentepohlia) humeralis
Trentepohlia (Trentepohlia) humeralis is een tweevleugelige uit de familie steltmuggen (Limoniidae). De soort komt voor in het Afrotropisch gebied.